# (157456) Pivatte
(157456) Pivatte est un astéroïde de la ceinture principale.

## Description
(157456) Pivatte est un astéroïde de la ceinture principale. Il fut découvert le 17 novembre 2004 à Nogales par Michel Ory. Il présente une orbite caractérisée par un demi-grand axe de 2,91 UA, une excentricité de 0,08 et une inclinaison de 1,0° par rapport à l'écliptique.

## Compléments